# Vila Anička
Vila Anička, též vila Jana a Anny Pažoutových, je rodinný dům z let 1909–1911 situovaný na Gočárově třídě v Hradci Králové.

## Popis objektu

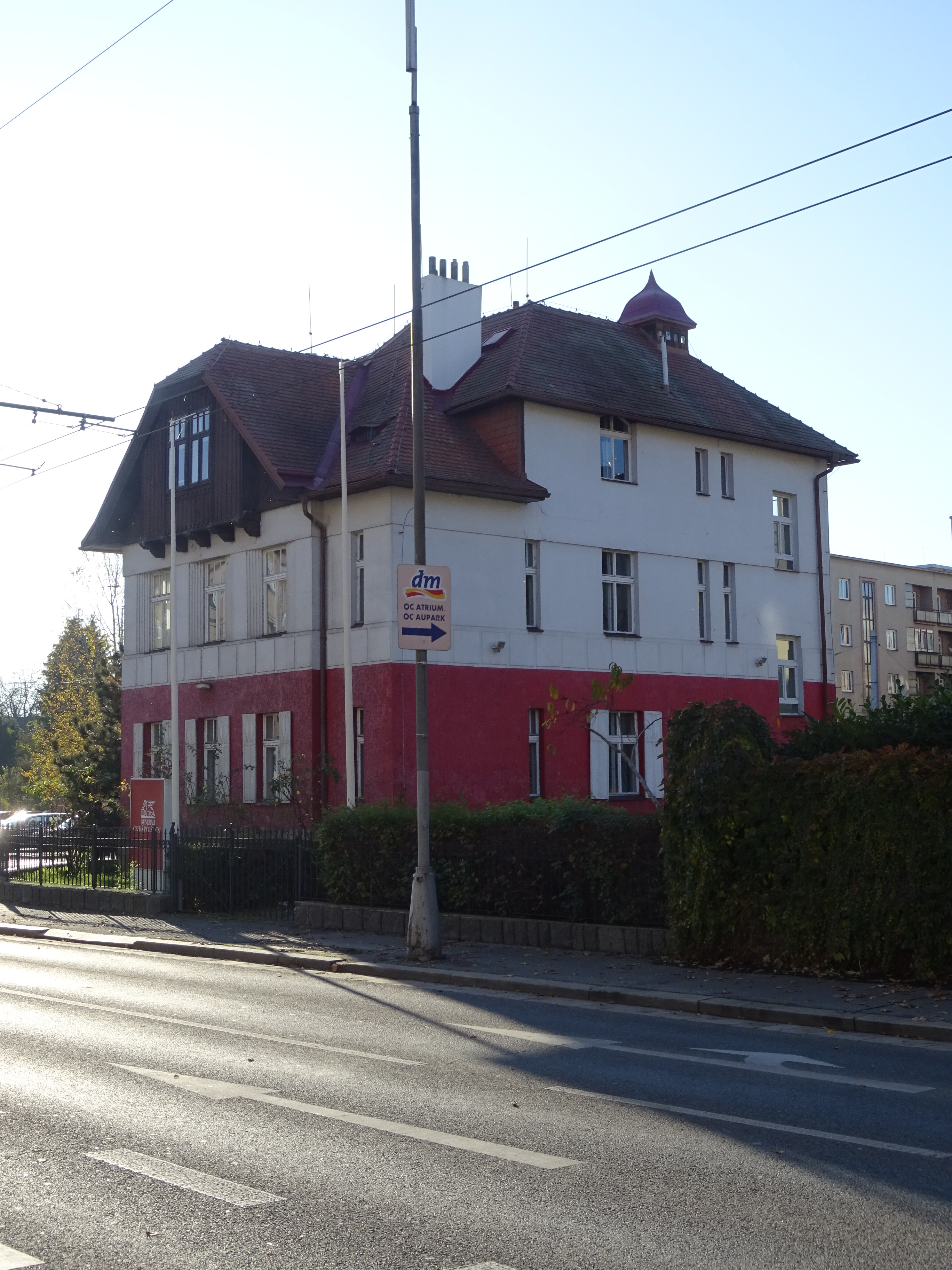

Dům navrhoval v roce 1909 pro svého bratra Jana Pažouta a jeho manželku stavitel Jaroslav Pažout. V domě byly navrženy dvě bytové jednotky, z nichž každá zasahovala celé patro (přízemí a první patro).
Původní projekt z roku 1909 byl v roce 1911 rozšířen o obytnou jednotku v podkroví, byt domovníka v suterénu a také o návrh daleko bohatší exteriérové výzdoby.
Nápadným prvkem fasády je pak dekorativní pás z výrazných čtvercových terčů, který obíhá dům v patře, v úrovní parapetů. Současná červenobílá fasáda původní barevné skladbě neodpovídá.
Výstavba domu byla dokončena 4. července 1911, později byl dobudován ještě zahradní domek. Součástí návrhu objektu byl také dekorativní plot z neomítaných režných cihel, ten se ale nedochoval.

## Spor o zbourání vily
V roce 2007, kdy byla vlastníkem vily Aničky Pojišťovna Generali, pojala tato společnost záměr budovu zbourat a na jejím místě vybudovat výškovou skleněnou budovu. Tehdejší městské zastupitelstvo s demolicí souhlasilo, stejně jako s demolicí naproti stojící vily (č. 731, rovněž v majetku Pojišťovny Generali). Proti bourání vily Anička se postavila například Společností ochránců památek ve východních Čechách. Byla rovněž zřízena petice proti bourání, kterou podepsalo 12 000 občanů. Vila byla 20. února 2008 prohlášena kulturní památkou, toto rozhodnutí bylo v roce 2009 zrušeno, vila byla 14. ledna 2010 znovu prohlášena kulturní památkou a k 9. červnu 2010 toto rozhodnutí po vyřízení rozkladu nabylo právní moci. Naproti stojící vila č. 731 byla v březnu 2011 skutečně zbourána, vila Anička nicméně zůstala zachována. V roce 2019 pak Pojišťovna Generali od stavebních záměrů na obou pozemcích upustila a pozemky prodala.